# Doktor Ahoi!
Doktor Ahoi! (Originaltitel: Doctor at Sea) ist eine britische Filmkomödie von Regisseur Ralph Thomas aus dem Jahr 1955 mit Dirk Bogarde, Brenda de Banzie, Brigitte Bardot und James Robertson Justice in den Hauptrollen. Der Film wurde von der Produktionsfirma Group Film Productions Limited produziert. Doktor Ahoi! ist der zweite Film aus der Reihe der Doktor-Filme.

## Inhalt
Nachdem er ein Jahr als Landarzt gearbeitet hatte, musste Herbert Sperling seinen Arbeitsplatz Hals über Kopf verlassen, er wurde – unschuldig – in einer vermeintlich kompromittierenden Situation angetroffen. Rettung in letzter Not ist, als Schiffsarzt anzuheuern.
Auf dem Schiff stellt er schnell fest, dass er eigentlich überflüssig ist. Für ihre kleinen Wehwehchen geht die Besatzung lieber zu seinem Assistenten, der ein „Wundermittel“ hat. Bei seinem ersten Landurlaub wird Herbert Sperling eingesperrt, weil er zusammen mit einem Kameraden teuer essen gegangen ist und keiner die Zeche bezahlen konnte. Im Gefängnis treffen dann noch nacheinander der betrunkene Schiffszimmermann ein, der im Delirium eine Meute von riesigen Bluthunden zu sehen pflegt, und Sperlings Steward, der das Pech hatte, dass der Ehemann seiner Geliebten unerwartet nach Hause kam. Der Steward ist es auch, der mithilfe eines Glücksspiels, das er mit dem Gefängniswärter spielt, sich und alle anderen Einsitzenden auslöst.
Im Hafen werden – sehr zum Unmut des Kapitäns – zwei Passagiere an Bord genommen. Zum einen Muriel Mallet, die Tochter des Schiffseigners, die dem Kapitän schöne Augen macht und die junge, hübsche Tänzerin Hélène Colbert. Zwischen ihr und Sperling beginnt eine Romanze.

## Kritiken
„Der junge Mediziner aus ‚Aber, Herr Doktor‘, nunmehr Arzt mit zweijähriger Praxis, gerät als Schiffsarzt in allerlei Verwicklungen. Herrschten im Doktor-Film Nr. 1 noch schmunzelige Milieu- und Typenkomik vor, so regiert nun derbere Situationskomik.“

„In seiner biederen Anspruchslosigkeit und seinen einzelnen guten Szenen ein typischer Nachfahre von ‚Aber, Herr Doktor!‘ Ab 16 Jahren wohl möglich, wenn auch nicht nötig.“

## Bemerkungen
Der zweite Teil der Doktor-Reihe basiert wieder auf einem Roman des Autors Richard Gordon. James Robertson Justice hat zum einzigen Mal in dieser Reihe einen Auftritt nicht als Sir Lancelot Spratt, sondern als Kapitän Hogg. Die Namensähnlichkeit zu Captain Hook ist mit Sicherheit absichtlich. Mit Brigitte Bardot tritt im Film sogar ein internationaler Star auf. Die Kritiken zum Film waren durchwachsen, vor allem wurde die im Vergleich zum ersten Teil „derbere Situationskomik“ negativ beurteilt.